# Route d'Hervanta
La route d'Hervanta (finnois : Hervannan valtaväylä) est la plus longue rue de Tampere en Finlande.

## Présentation
Ouverte au public en décembre 1975, la route d'Hervanta mesure 7 777 mètres de long.
La route d'Hervanta mène d'Hervanta à Kaleva, à proximité de l'hôpital universitaire de Tampere et de la patinoire de Hakametsä. 
Elle croise la voie périphérique de Tampere, qui fait partie de la route nationale 9.
Elle traverse le quartier de Turtola et longe le centre commercial de Turtola. 
Dans le quartier de Petsamo, la route d'Hervanta continue sous le nom de route Paasikivi–Kekkonen, qui fait partie de route nationale 12.